# 1375 pr. n. št.

## Smrti
- Kurigalzu I., babilonski kralj iz Tretje babilonske (Kasitske) dinastije (* ni znano)